# Brunfelsia macrocarpa
Brunfelsia macrocarpa är en potatisväxtart som beskrevs av Plowman. Brunfelsia macrocarpa ingår i släktet Brunfelsia och familjen potatisväxter. Inga underarter finns listade i Catalogue of Life.